# Шанву
Шанву (фр. Champvoux) насеље је и општина у источном делу централне Француске у региону Бургоња, у департману Нијевр која припада префектури Кон Кур сир Лоар.
По подацима из 2011. године у општини је живело 309 становника, а густина насељености је износила 28,96 становника/km². Општина се простире на површини од 10,67 km². Налази се на средњој надморској висини од 215 метара (максималној 254 m, а минималној 170 m).

## Демографија
| 1962. | 1968. | 1975. | 1982. | 1990. | 1999. | 2011. |
| ----- | ----- | ----- | ----- | ----- | ----- | ----- |
| 130   | 180   | 172   | 232   | 308   | 302   | 309   |

График промене броја становника у току последњих година